# Prélude et fughetta (Roussel)
Prélude et fughetta est une pièce pour orgue d'Albert Roussel composée en 1929.

## Présentation
Prélude et fughetta est composé par Roussel en 1929 et dédié à Nadia Boulanger.
La partition est publiée l'année suivante par Durand et l’œuvre est créée à Paris le 18 mai 1930 par l'organiste Paule Piédelièvre.
Une orchestration pour orchestre à cordes de Fred Goldbeck est donnée en concert le 23 novembre 1933 à l'École normale de musique de Paris par l'orchestre de chambre des Amis des artistes dirigé par Goldbeck.

## Structure
L’œuvre, d'une durée moyenne d'exécution de cinq minutes environ, comprend deux mouvements :
1. Prélude — Moderato à 
 ( = 76)
2. Fughetta — Moderato à 
 ( = 84)

## Analyse
Pour François Sabatier, le Prélude, en fa mineur, « apparaît comme une pièce libre « à la française », au sentiment néo-classique de par la continuité d'une polyphonie soignée ». Le musicologue rapproche la partition d'autres œuvres de l'entre-deux-guerres du même esprit, de Stravinsky, Ravel ou Poulenc. La pièce est registrée pour un instrument symphonique, avec fonds doux de huit pieds et des ajouts de viole de gambe ou de montre.
La Fughetta qui suit, en fa majeur, expose un sujet qui présente des analogies avec le prélude, mais use de sonorités plus classiques, comme « le nasard que Roussel exige au Récit ».
Sabatier souligne que le compositeur se livre dans cette pièce à « un jeu très subtil autour de « l'idée » plutôt que de la « lettre », en dépit de la présence d'une exposition (d'ailleurs irrégulière) et d'une strette  », et admire dans le cahier complet « la science et [...] la manière élégante de Roussel, et fait regretter que cet élève d'orgue de Gigout n'ait pas persévéré dans ce domaine ».
Prélude et fughetta porte le numéro d'opus 41 et, dans le catalogue des œuvres du compositeur établi par la musicologue Nicole Labelle, le numéro L 52.